# Ilex cassine
Ilex cassine ist eine Pflanzenart aus der Gattung der Stechpalmen (Ilex) innerhalb Familie der Stechpalmengewächse (Aquifoliaceae). Sie ist an der Südostküste von Nordamerika von Virginia bis ins südöstliche Texas und im mexikanischen Bundesstaat Veracruz und auf den Karibischen Inseln Bahamas, Kuba sowie im nordöstlichen Puerto Rico verbreitet.

## Beschreibung

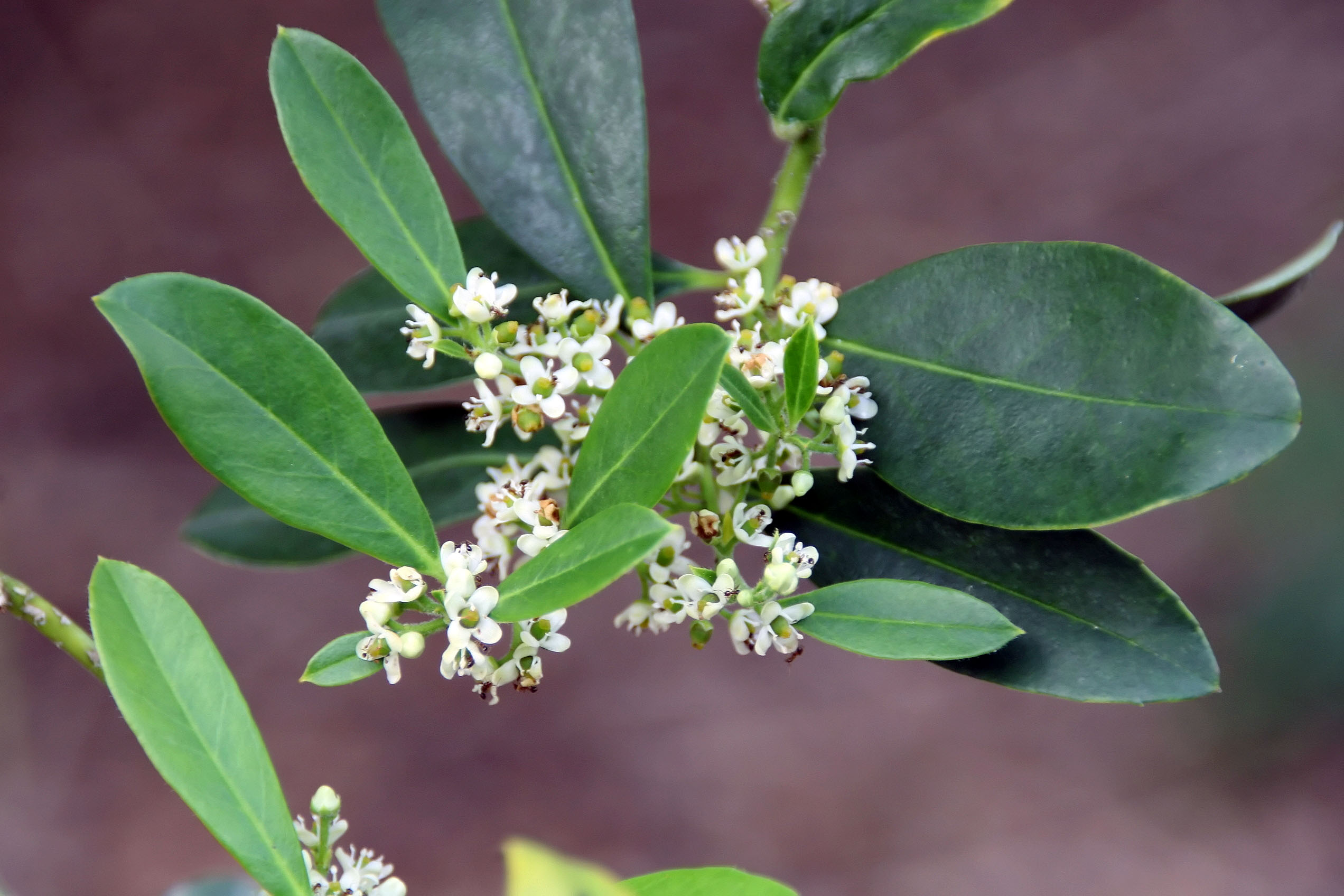
Zweig mit Laubblättern und weiblichen Blüten

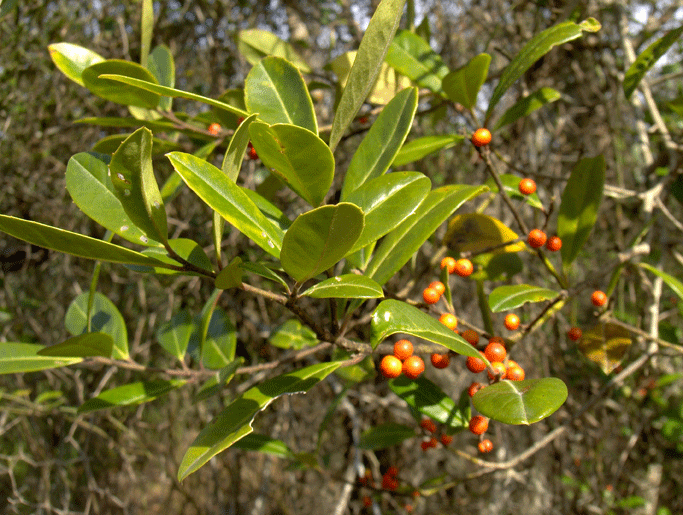
Früchte

### Vegetative Merkmale
Ilex cassine wächst als immergrüner, großer Strauch oder kleiner Baum, der Wuchshöhen von 10 bis 13 Metern erreicht.
Die Laubblätter sind in Blattstiel und -spreite gegliedert. Die ledrige, fast kahle, verkehrt-eiförmige bis längliche, abgerundete bis stumpfe oder spitze, manchmal eingebuchtete, oft feinstachelspitzige Blattspreite ist 6 bis 15 Zentimeter lang und 2 bis 4 Zentimeter breit, oberseits glänzend dunkelgrün, unterseits heller, ganzrandig oder mit kleinen, entfernten, stacheligen Zähnen nahe dem oberen Ende. Der Blattrand ist öfter leicht umgebogen und die Mittelader ist oberseits eingeprägt. Die Nebenblätter sind abfallend.

### Generative Merkmale
Ilex cassine ist zweihäusig getrenntgeschlechtig (diözisch), d. h., dass männliche und weibliche Exemplare existieren. Es werden achselständige, wenigblütige Blütenstände gebildet, die weiblichen sind armblütig. Die kleinen, funktionell eingeschlechtigen, gestielten Blüten sind weiß und vierzählig mit doppelter Blütenhülle. Die vier Kronblätter bilden eine vierlappige Krone. Es sind kurze Staubblätter und eun oberständiger Fruchtknoten mit großer, sitzender Narbe vorhanden. Die weiblichen Blüten besitzen Staminodien mit Antheroden, die männlichen einen Pistillode.
Die bei Reife meist rote, selten gelbe Steinfrucht weist einen Durchmesser von 5 bis 6 Millimetern und enthält vier Samen. Sie bleibt noch lange an der Pflanze stehen.

## Ökologie
Nur die weiblichen Pflanzenexemplare können Früchte tragen, und nur, wenn ein männliches in Reichweite von Bienen als Bestäuber wächst.

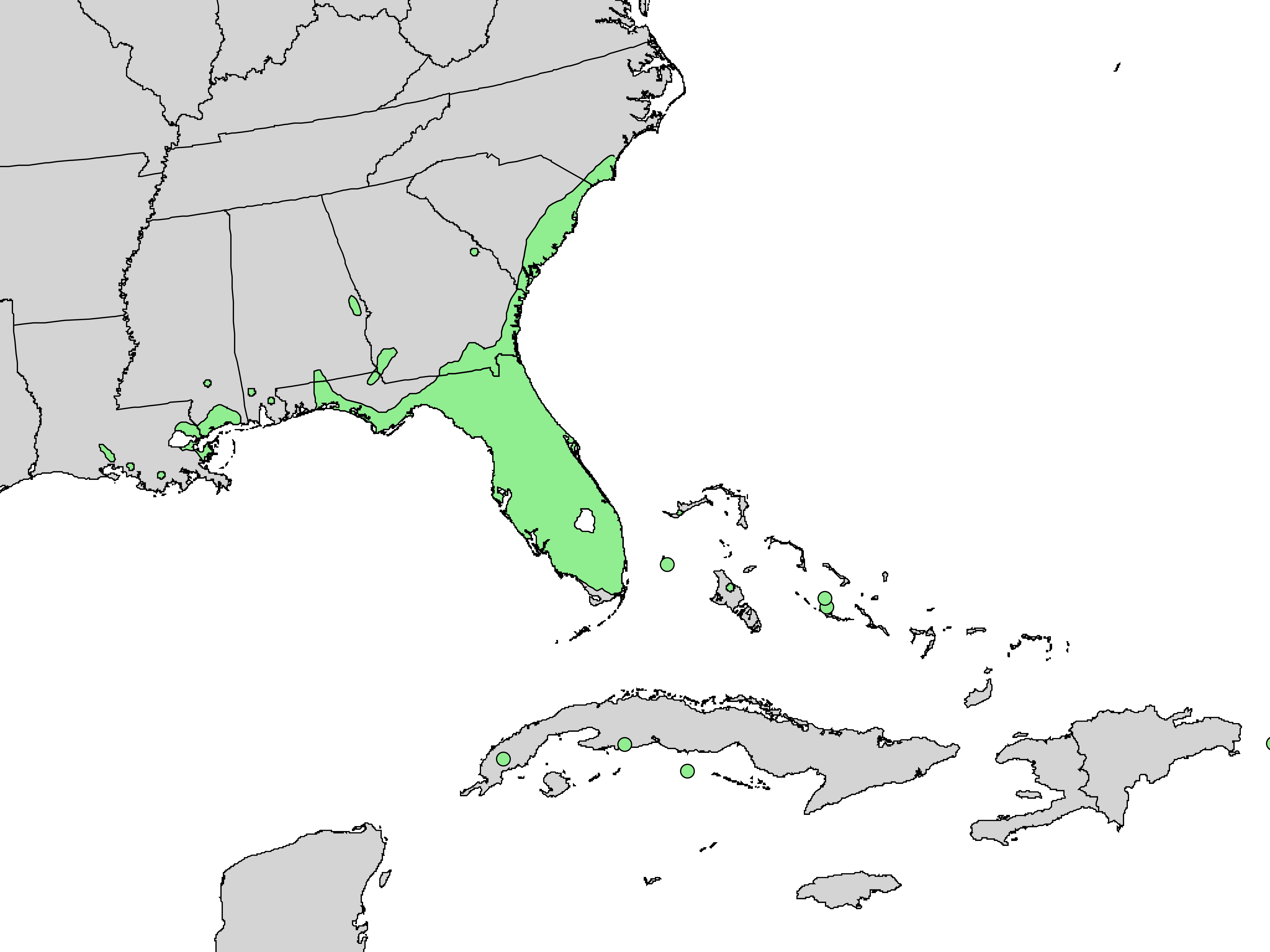
Natürliches Verbreitungsgebiet in den USA und auf Kuba

## Systematik und Verbreitung
Die Erstveröffentlichung von Ilex cassine erfolgte durch Carl von Linné.
Es sind etwa drei Varietäten beschrieben:
- Ilex cassine L. var. cassine: Sie kommt in den USA und auf Karibischen Inseln vor.
- Ilex cassine var. angustifolia Aiton: Sie kommt in den USA den USA vor.
- Ilex cassine var. mexicana (Turcz.) Loes.: Sie kommt in Mexiko vor.

## Kultivierung
Ilex cassine wächst in wärmeren Klimaten wegen der leuchtend roten Beeren, die einen attraktiven Kontrast zum glänzend dunkelgrünen Laub bilden, als Zierpflanze, die bis zu 10 Metern hoch wird. Das ursprüngliche Verbreitungsgebiet lag an der Küste, wurde aber durch Pflanzungen weit ins Inland ausgedehnt.

## Trivialnamen
Englischsprachige Trivialnamen sind dahoon holly und cassena. Der Trivialname cassena stammt aus der Sprache der Timucua für die verwandte Ilex vomitoria.